# La memoria de los peces
La memoria de los peces es el segundo álbum de Ismael Serrano, disco de platino en España. El título hace referencia a que los peces sólo pueden recordar lo sucedido apenas unos segundos antes, olvidándose del resto. Las canciones del disco se caracterizan por una reivindicación del compromiso político y social, con referencias a la memoria histórica y a las víctimas de la represión en las dictaduras de España, Argentina y Chile.

## Lista de canciones
1. Últimamente - 3:20
2. Al bando vencido - 4:13
3. Recuerdo - 5:32
4. Ya quisiera yo - 4:42
5. Regresa - 2:11
6. Vine del norte - 4:31
7. Sin ti a mi lado - 4:15
8. Tierna y dulce historia de amor - 5:05
9. Instrucciones para salvar el odio eternamente - 2:44
10. A las madres de mayo - 3:31
11. Canción de amor propio - 5:13
12. Mi vida no hay derecho - 3:12
13. Pequeña criatura - 5:10
14. Qué va a ser de mí - 3:31

## Músicos
- Ismael Serrano: Voz en todos los temas. Guitarra española.
- Juan Cerro: Guitarra española y guitarra acústica.
- Toni Cuenca: Bajo eléctrico y contrabajo-
- Fran Rubio: Órgano, piano y sintetizador. Acordeón en Últimamente. Programaciones en Al bando vencido y Pequeña criatura. Armónica en Vine del norte. Percusión adicional en Sin ti a mi lado. Arreglos de cuerda en Al bando vencido, Ya quisiera yo, Instrucciones para salvar el odio eternamente y A las madres de mayo
- Bob Sand: Flauta en Últimamente. Saxo en Regresa
- Xavi Figuerola: Saxo en Últimamente y Canción de amor propio.
- Efraín Toro: Percusión.
- Vicente Climent: Batería, plato y percusiones adicionales.
- Gavyn Wright: Violín leader.
- Joan Albert Amargós: Arreglo de cuerdas en Últimamente, A las madres de mayo y Canción de amor propio.
- Sergio Lamuedra Caló y Hodey Lizaso Aldaroro: Txalaparta en Al bando vencido.
- Carlos Fiel: Campana tibetana en Al bando vencido.
- Eduardo Ortega Egea: Violín en Recuerdo.
- Fredy Marugán: Guitarra acústica en Ya quisiera yo. Guitarra española en Vine del norte.
- Víctor Merlo: Contrabajo en Regresa.
- Marcelo Mercadante: Bandoneón en A las madres de mayo.
- Magdalena Barrera Oro: Arpa en A las madres de mayo.
- Willie Planas: Violonchelo en A las madres de mayo.
- Antonio Toledo: Guitarra española adicional en Canción de amor propio y Pequeña criatura.
- Antonio Serrano: Armónica en Pequeña criatura.
- Javier Bergia y Emilio Primo Facal: Coros en Tierna y dulce historia de amor.